# 상호주의 (경제이론)
상호주의(相互主義, mutualism)란 아나키스트 경제이론 중의 하나로, 점유와 실질 사용 재산의 규범으로 규정되는 소유권을 특징으로 하는 반자본주의적 자유시장을 옹호하는 아나키스트 사상이다. 이 계획의 필수 요소에는 생산 비용을 충당할 수 있는 최소 이자율로만 생산자에게 빌려주는 상호 신용 은행의 설립이 있다. 상호주의는 노동가치론에 기반하기에, 교환에 있어서 “생산하는데 있어서 정확히 비슷하고 동등한 유용성이 필요한” 물건이나 서비스를 제공 받아야 한다. 상호주의는 아나키스트 철학자인 피에르조제프 프루동의 저작에서 비롯되었다.
상호주의자들은 대여를 통한 소득에 반대한다. 이들에게 투자와 임대를 통한 소득은 노동을 통한 것이 아니기에 독립적인 권한을 지니는 것으로서 간주되지 않는다. 프루동을 그런 종류의 소득에 반대하긴 했지만, “주권 법령에 의해 토지 임대료 및 지본에 대한 이자가 금지 되거나 억제되는 것.” 같은 상황을 그가 의도하는 것은 아니라고 언급했다. “나는 인간활동에 대한 이러한 모든 표명들이 모두에게 자발적이고 자유롭게 남아 있어야 한다고 생각한다. 내가 제안한 상호주의 원칙의 보편화로 인해, 자연스럽고 필연적으로 발생하는 것 외에는 수정, 규제, 억제 같은 것은 없을 것이다.” 노동자들이 그들 노동의 생산물에 대한 완전한 권리를 지니는 한, 상호주의자들은 노동의 산물에서 시장과 재산을 지지한다. 하지만 상호주의자들은 소유의 정당함이 오직 그것을 사용하거나 점유(프루동은 possession라고 표현)하고 있을 때만 가능하다는 조건을 둔다. 따라서 상호주의자들은 동산(Personal property)을 지지 하지만, 사유재산(private property)을 지지하는 것은 아니다.
상호주의의 경제 교의는 19세기 미국에서 개인주의적 아나키즘이라고 불리던 사상과 유사하지만, 그들과는 달리 상호주의자들은 대규모 산업에 호의를 보인다. 따라서 상호주의는 때때로 개인주의적 아나키즘의 형태로 특정 지어지기도 하며, 이데올로기적으로 개인주의적, 집산주의적 아나키즘이 혼합된듯한 형태를 가진다. 프루동은 스스로 “자유”를 “공산주의와 재산의 통합”으로서 추구하는 것 이라고 표현했다. 이런 특징 때문에 프루동을 개인주의적 아나키스트로 간주하기도 하며, 마찬가지로 사회적 아나키스트로 간주하기도 한다.
상호주의자들은 국가에 의한 생산수단의 통제를 지지하지 않기 때문에 국가사회주의와 구별된다. 벤자민 터커는 프루동에 대하여 다음처럼 언급했다. “자본의 사회화에 반대했지만, 소수의 사람들을 부유하게 하기 위해 많은 사람들을 가난하게 하는 수단 대신, 그 효과를 사회화 함으로써 모든 사람들에게 유익하게 만들고자 했다.”

## 어원

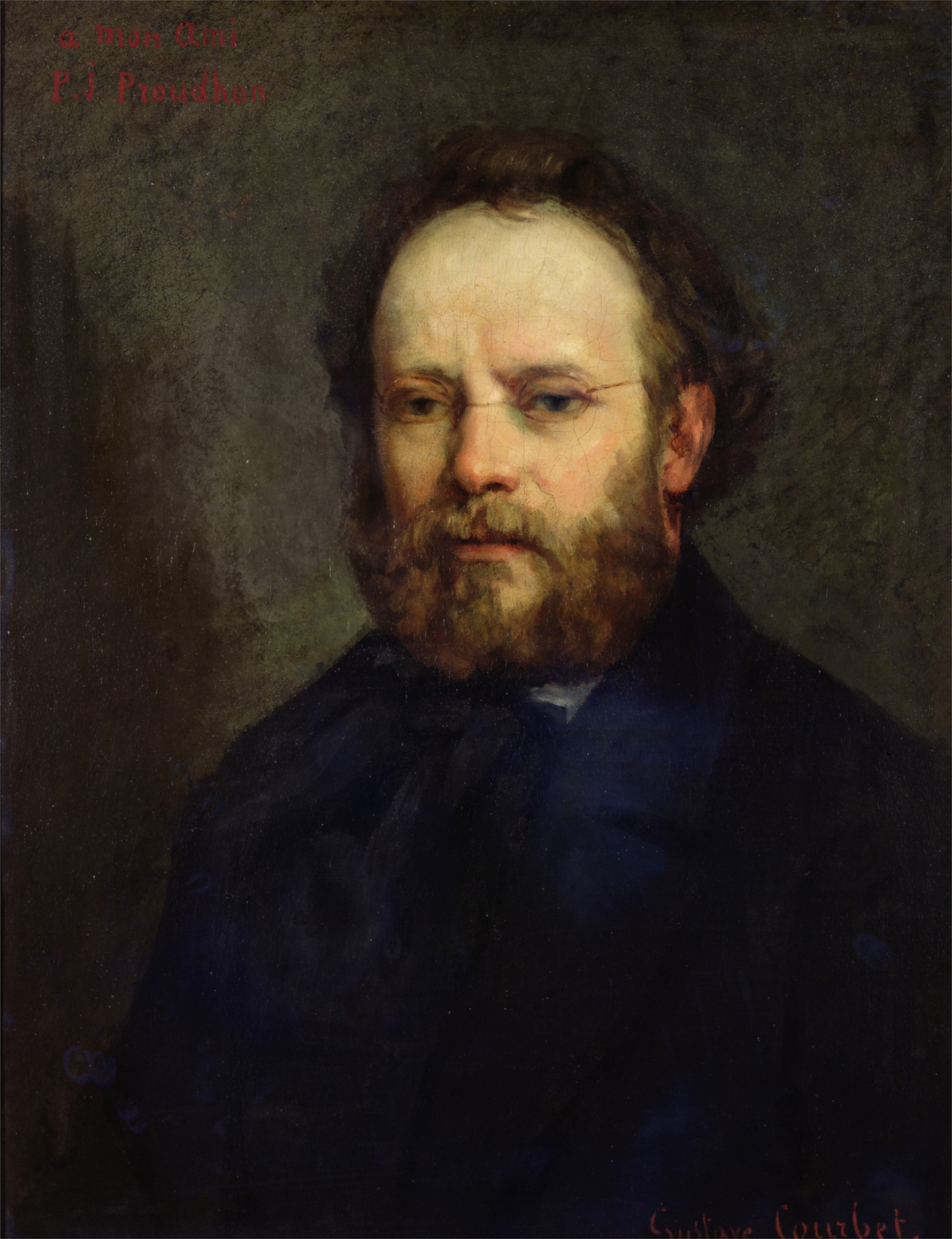
귀스타브 쿠르베가 그린 피에르조제프 프루동(1809–1865)의 초상화. 프루동은 상호주의 아나키즘의 주요한 제안자이며, 이후 개인주의적 아나키스트와 사회적 아나키스트들 모두에게 많은 영향을 주었다.

샤를 푸리에는 경제적 체제를 의미하진 않았지만, 1822년 프랑스어로 mutualisme를 최초로 사용했다. 명사 “상호주의자”라는 용어의 최초의 사용은 1826년 미국의 오언주의자의 New-Harmony Gazette에서 나타났다. 1830년대 초, 프랑스 리옹의 노동단체는 자신들을 “Mutuellists”라고 묘사했다.

## 이데올로기적 발달
상호주의는 두가지의 통화 개혁과 관련되어 있었다. 노동화폐(Labor notes)는 오언주의자 서클에 의하여 처음 논의 되었었고 1827년 전 뉴 하모니의 멤버와 개인주의적 아나키스트 조시아 워렌에 의해 신시내티 시간 매장(Cincinnati Time Store)에서 최초로 시험받게 되었다. 상호은행은 모든 형태의 부의 화폐화와 자유로운 신용을 목적으로 만들어졌었다. 이것은 윌리엄 B. 그린과 가장 밀접하게 관련되어 있었고, 그는 프루동 에드워드 켈로그(Edward Kellogg ), 윌리엄 벡(William Beck) 그리고 토지은행의 전통에서 그런 결론을 이끌어내었다.

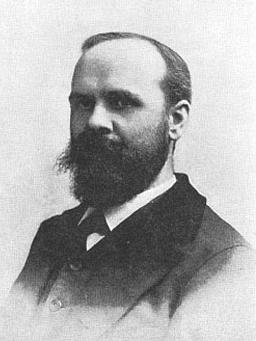
미국의 벤자민 터커는 프루동의 상호주의의 영향을 받은 개인주의적 무정부주의자 중 한 명이었다.

프루동이 새로운 이데올로기를 선전하기 위한 목표로 자신을 아나키스트라고 최초로 선포한 이래, 상호주의는 많은 면에서 "원류 아나키"로 간주된다. 상호주의는 일반적으로 아나키즘과 관련되어 왔지만, 반드시 아나키스트였던 것은 아니었다. 웬디 맥엘로기(Wendy McElroy)의 주장에 의하면 미국의 개인주의적 아나키즘은 3명의 유럽 사상가들에게서 커다란 영향을 받았다고 한다. 이 중에 가장 중요한 인물은 프랑스의 정치 철학자인 피에르 조세프 프루동인데 그는 다음과 같은 남겼다. "자유는 질서의 딸이 아니라, 질서의 어머니이다." 이 말은 미국의 개인주의적 아나키스트 벤자민 터커가 발행했던 아나키스트 출판물 Liberty의 1면에 모토로써 등장한다. 미국의 아나키스트 역사가 유니스 메넷 슈스터( Eunice Minette Schuster)는 다음과 같이 언급한다. “프루동주의적 아나키즘이 적어도 1848년의 미국에서 나타났다는 것은 분명하다… 그리고 이것은 조시아 워렌과 스티븐 펄 앤드류스(Stephen Pearl Andrews)의 개인주의적 아나키즘에 대한 친화력을 인식하지 않았다… 윌리엄 B. 그린(William B. Greene)은 프루동의 상호주의를 그것의 가장 순수하고 체계적인 형태로서 제시했다".
1850년 이후 그린은 노동 개혁에 적극적으로 참여한다. 그는 뉴 일글랜드 노동 개혁 연맹의 부회장으로 선출되었으며 회원의 대부분은 프루동은 상호금용제도를 지지했다. 그리고 1869년 매사추세츠 노동 조합 총재가 되었다. 이후 Socialistic, Mutualistic, and Financial Fragments (1875)를 출간한다. 그는 상호주의를 "자유와 질서"의 혼합으로 보았다. 그의 "연합주의는 "니 일이나 신경써", "심판받지 않으려면, 남을 심판하지 말라"는 형태로서 개인주의가 확인된다. 예를 들어 도덕적 행위 같이 순전히 개인적인 문제에 있어서 개인은 주권적 존재로서, 그 자신과 자신 행동의 산물에 대한 주권이 있다. 이런 맥락에서 그는 결혼 생활에서도 "상호적 관계"를 주장한다. 즉, 여성은 자신 개인의 자유와 재산에 대하여 동등한 권리를 가진다."
아나키스트 간행물 Liberty의 편집자 벤자민 터커는 이후 자신의 경제적 견해를 피에르 조제프 프루동과 조시아 워렌 그리고 칼 마르크스의 견해와 연결시킨다.
현대 사회주의의 경제 원칙은 애덤 스미스가 그의 국부론의 초기 장에서 제시한 원칙의 논리적인 추론이다. 즉, 노동은 가치의 진정한 척도이다... 스미스가 상기한 원칙을 제시한지 반세기 이상이 지났을 때, 사회주의는 그가 그것을 떨어뜨린 곳에서 그것을 집어 들어고서 논리적인 결론에 따라, 그것을 새로운 경제 철학의 기초로 만들었다... 이것은 3개의 다른 언어로, 3명의 다른 국적의, 3명의 다른 사람들에 의하여 독립적으로 행해졌다. 미국인 조시아 워렌, 프랑스인 피에르 조제프 프루동, 유대계 독일인 칼 마르크스가 그들이다... 이 흥미진진한 삼인조의 작업이 거의 동시에 이루어진것을 볼때 사회주의의 정신은 이미 배회하고 있었고, 새로운 사상의 학파의 등장에 호의적인 시간과 조건들이 갖춰졌다. 시간의 우선순위로 미루어볼때 미국인 조시아 워렌이 선구자로 간주된다. 이 사실은 사회주의를 수입품으로 모략하는 선동가들이 주목해야할 사실이다.— Benjamin Tucker. Individual Liberty

## 이론
상호주의의 주요한 측면은 자유연합, 상호신용은행, 계약(혹은 연맹), 점진주의(혹은 이중권력)이다. 상호주의는 종종 그 지지자들에 의해 “반자본주의 자유시장”을 옹호하는 것으로 묘사된다. 상호주의자들은 자본주의와 관련된 대부분의 경제 문제는 비용 원칙의 위배, 혹은 조시아 워렌이 언급했듯이 “가격한도비용(Cost the limit of price)”의 문제라고 주장한다. 이 주장은 애덤 스미스에 의해 유명해진 노동가치론에 영향을 받은 것이다(프루동은 스미스에게서 영감을 받았다고 언급했다). 노동가치론은 물건의 실제 가격(혹은 “진짜 비용”)은 그것을 생산하기 위해 사용된 노동의 양이라고 주장한다. 워렌의 관점에서 비용은 “가격의 한계”이어야 했다. “비용”은 재화나 서비스를 생산하는데 필요한 노동의 양을 의미한다. 물건을 파는 사람은 자신이 물건을 취득하는데 필요한 비용 이상을 요구해선 안되는 것이다.

### 자유연합
상호주의자들은 유기적인 힘의 결합이 있는 곳에서만 협회가 필요하다고 주장한다. 예를 들자면 공장처럼 전문화가 요구되고 여러 노동자들이 단일한 제품을 생산하기 위해 협력해야 하는 상황을 의미한다. 이런 상황에서 노동자들은 서로 의존하며, 만일 협회가 없다면 그들은 상사와 주인들에게 종속될 것이고 임금 노예가 될것이다.
전문화된 노동자들의 도움 없이 개인이 수행할 수 있는 작업은 협회가 필요하지 않다. 프루동은 농민들은 사회적 형태를 필요로 하지 않으며, 오직 임대를 폐지하기 위해 단결하고 클럽을 구매하기 위한 목적등을 이유로만 인위적으로 연합을 형성한다고 언급했다. 그는 그들의 노동이 본질적으로는 주권적이고 자유로운 것이라고 생각했다. 바람직한 연합에 대하여 프루동은 다음과 같이 언급했다.
| “ | 대규모 분업이 필요한 생산을 하는 경우, 노동자들은 연합을 형성할 필요가 있다… 그것이 없다면 그들은 부하와 상사로 고립된채 남아있을 것이며, 주인과 임금 노동자라는 두개의 산업 카스트가 지속될 것이다. 이는 자유롭고 민주적인 사회와는 모순된 것이다. | ” |

프루동에게 상호주의는 “산업 민주주의”를 만들어내는 것이 포함된다. 이는 직장이 “민주적으로 조직된 노동자 연합의 손에 넘겨진다… 우리는 이런 연합들이 농업, 산업 및 거래를 위한 모델이 되기를 바란다. 이는 민주적 사회라는 공통의 천을 짜기 위한 회사와 사회의 광대한 연맹의 개척의 핵심이다.” 그는 “봉건제 재발의 고통에서 벗어나기 위해 노동자들이 모든 회원의 동등한 조건을 가진 민주적 사회로서 스스로를 형성해야 한다”고 촉구했다. 이 결과로써 “자본주의적이고 소유자에 의한 착취는 어디서나 중단될 것이며, 임금노동은 폐지될 것이고, 평등한 교환이 보장될 것이다”. 노동자들은 더 이상 자신의 노동력을 자본가에게 팔지 않고 협동조합에서 주체적으로 일하게 될것이다.
로버트 그레이엄(Robert Graham)은 다음과 같이 언급했다. “프루동의 시장 사회주의는 산업 민주주의와 노동자 자주관리와 불가분하게 연관되어 있다.” K. 스티븐 빈센트(K. Steven Vincent) “프루동은 일관되게 노동자들에게 경제 통제의 권한을 돌려줄 산업 민주주의 프로그램을 발전시켰다.” 라고 언급했다. 프루동에 의하면 “강한 노동자 연합은… 선거를 통해 어떻게 회사가 일상적으로 운영되어야 하는지 노동자들이 공동으로 결정할 수 있게 해줄것이다.”

### 상호신용
상호주의자들은 사람들이 자유신용의 체계를 설립함으로써 자유은행을 되찾아야 한다고 주장한다. 상호주의자들은 자본주의자들이 생산수단을 독점하고, 집주인들이 토지와 건물을 독점하고 있는 것처럼, 은행이 신용에 대한 독점권을 가지고 있다고 주장한다. 은행은 본질적으로 그들에게 속해있지 않은 예금을 빌려 돈을 벌어 들이고, 그 차이에 대한 이자를 부과한다. 상호주의자들은 민주적으로 운영되는 상호은행이나 신용 조합을 설립하고, 자유 신용을 발행함으로써 그 돈은 은행가들의 이익 보다는 참가자들의 이익을 위해 창출될 수 있을 것이라고 생각한다. 상호은행에 대한 그들의 상세한 견해를 언급한 개인주의적 아나키스트들로는 피에르조제프 프루동, 윌리엄 B. 그린(William B. Greene), 라이샌더 스푸너(Lysander Spooner) 같은 이들이 있었으며 현대적인 상호신용은 LETS나 Ripple monetary system project 등이 있다.

### 계약과 연맹
상호주의는 생산자가 “계약” 시스템을 사용하여 원가로 상품을 교환해야 한다고 주장한다. 프루동의 초기 비용가치의 정의는 노동시간 가치에 대한 고정된 가정을 기반으로 했지만, 이후 비용가치는 노동 강도, 관련된 노동의 본질 등을 포함하는 것으로써 재정의 했다. 그는 또한 “계약”이라는 개념을 “연맹”이라는 계념으로 확대했다.
| “ | 나는 계약자가 산업의 탄생에서 그의 동지들과 동등한 조건으로 협상하는 것을 보았지만, 이후 그는 노동자가 되었다. 이 최초의 평등은 주인의 유리한 위치와 임금 노동자들의 종속적인 지위를 통해 사라질 수 밖에 없는 것이 자명했다. 법은 각 기업에 대한 권리를 보장한다… 기득권층이 자신을 개발하기 위한 여가를 가지고, 그 기초를 확장하며, 자본으로 스스로를 안정화시키며 후원자의 시신으로 자신을 보장할때, 노동자가 그토록 강대한 권력에 대항해 할 수 있는 것은 무엇인가? | ” |

### 점진주의와 이중권력
이중권력(dual-power)이란 현사회 안에 대항적 대안 기관을 구축하는 것을 의미한다. 본래 이는 프루동에 의해 최초로 이론화되었지만, 이후 자율주의와 아고리즘(Agorism) 같은 반국가주의 운동에 의해 채택되었다.
| “ | “정부기관 아래, 정치 제도의 그늘 속에서 정치인들과 사제들의 시야에서 벗어나, 사회는 천천하고 조용히 자신을 유기적으로 생산하며 새로운 질서를 구성하고 활력과 자율성을 표현한다.” | ” |

여기서 말하는 이중권력은 블라디미르 레닌이 대중화 시킨 이중권력과 혼동되어서는 안된다. 이 역시 본래 프루동에 의해 이론화 된 것이지만, 레닌이 언급한 이중권력은 혁명가가 그것을 전복할 수 있을 때까지 의도적으로 이전 정치 제도를 유지하는 것을 의미하지만, 상호주의자들과 아고리스트들이 주장하는 이중권력론은 그 자체가 대안이 되는 기관이 발전하는 것을 의미한다.

## 오늘날의 상호주의
케빈 카슨(Kevin Carson)은 현대 상호주의 아나키스트이며 Studies in Mutualist Political Economy의 저자다. 카슨은 서문에서 이 작품을 “지난 100년간의 유용한 개발과 개인주의적 아나키즘 경제를 통합해서 부활시키고, 21세기의 문제와 관련되도록 하는 것 이라고 언급했다”. 현대 상호주의는 자유지상주의 좌파 동맹(Alliance of the Libertarian Left)과 Voluntary Cooperation Movement와 연관되어 있다.
카슨은 자본주의가“봉건제처럼 광범한 강도행위”에 기초해 세워져 있다고 주장하며 자본주의는 국가의 보호 없이는 존재할 수 없다는 입장을 고수한다. 그는 다음과 같이 언급했다. “자유시장에서 자본주의를 구분하는 것은 국가의 개입이다”. 그는 관념적 맥락에서 자본주의를 정의하지 않으며, 그가 자본주의를 언급할 때 이는 그가 “실제로 존재하는 자본주의(Actually existing capitalism)”라고 부르는 것을 의미한다. 그는 “자유방임 자본주의”는 모순이라고 주장한다. 그에 따르면 자본주의는 “세금, 고리대금업, 임대업, 관세등을 통합한 사회조직이며 따라서 자유시장을 부정하고 그것을 모범적인양 가정하는 것”을 의미하기 때문이다.
카슨은 계급 서열을 유발하는 부의 집중은 국가가 지배계급을 지키기 위해 돈을 독점하고, 특허권을 보장하며, 기업에 보조금을 지금하며, 차별적인 과세를 하고, 국제 시장에 접근하기 위해서 군사개입을 하기 때문이라고 주장한다. 카슨의 논의는 진정한 자유시장은 소유권으로부터 노동을 분리하고 노동을 자본에 종속시키는 것이 불가능하기 때문에 자본주의일 수 없다는 것이다. 사람들이 프리랜서가 되어 일하거나, 공정한 임금을 받으며 일하거나, 협동조합에 참여하거나, 기업가가 되는 것이 쉬운 곳에서는 계급없는 사회가 나타날 것이다. 과거에 벤자민 터커가 언급했듯이 그는 상호주의 자유시장 체제는 자본주의와 같은, 특히 그것이 토지와 지적재산에 대하여 가지는 태도와는 확연히 구별되는 재산권 개념이 필요하다고 주장했다.

## 같이 보기
- 아나키즘
- 자유지상주의
- 좌파 자유지상주의
- 자유지상주의적 사회주의
- 개인주의